# Eloria
Eloria és un gènere de lepidòpters ditrisis de la família dels erèbids (Erebidae), subfamília Lymantriinae.

## Taxonomia
El gènere Eloria inclou les espècies següents:
- Eloria albifasciata
- Eloria apicalis
- Eloria aroensis
- Eloria batesi
- Eloria captiosa
- Eloria cavallo
- Eloria charassomena
- Eloria chares
- Eloria chorax
- Eloria cissusa
- Eloria clodia
- Eloria compulsa
- Eloria copharpe
- Eloria corvicoa
- Eloria cubana
- Eloria demortua
- Eloria diaphana
- Eloria discalis
- Eloria discifera
- Eloria ebba
- Eloria edana
- Eloria festiva
- Eloria flavicollis
- Eloria fumicosta
- Eloria gigantea
- Eloria grandis
- Eloria gueneei
- Eloria hiulca
- Eloria hoplochares
- Eloria insulsa
- Eloria intacta
- Eloria jocosa
- Eloria limata
- Eloria lucida
- Eloria lyra
- Eloria manesia
- Eloria marginalis
- Eloria melaphleba
- Eloria melarrhoys
- Eloria moeonia
- Eloria moeschleri
- Eloria moesta
- Eloria muzo
- Eloria nigella
- Eloria nimbosa
- Eloria ninya
- Eloria noyesi
- Eloria nugax
- Eloria ombrea
- Eloria onaba
- Eloria opaca
- Eloria orosi
- Eloria pellucida
- Eloria pelocraspeda
- Eloria peruviana
- Eloria remota
- Eloria roraima
- Eloria rosenbergi
- Eloria schausi
- Eloria serena
- Eloria sixola
- Eloria spectra
- Eloria subapicalis
- Eloria subnuda
- Eloria teffe
- Eloria torrida
- Eloria turbida
- Eloria ucayali
- Eloria velhoa
- Eloria venosa
- Eloria walkeri